# Centre national de recherche en virologie et biotechnologie VEKTOR
Pour les articles homonymes, voir Bektop.
Le Centre national de recherche en virologie et biotechnologie VEKTOR, aussi nommé institut VEKTOR est un centre de recherche biologique de très haut rang situé à Koltsovo en Russie. Il est placé au même niveau que les CDC et le US Army Chemical and Biological Defense Command. 
Les recherches s'organisent autour de tous les niveaux de danger biologique classés de faible à très élevé (1 à 4). Ce lieu est l'un des deux seuls endroits au monde à posséder le virus de la variole.
Il est aussi désigné comme pièce importante du réseau de recherche en armes biologiques Biopreparat.
Compte tenu du danger relatif aux recherches, ce centre bénéficie des dernières technologies de protections contre les intrusions et le vol (caméras, détecteurs de mouvements, scanners, barrières), également d'un isolement vis-à-vis de la population et d'une présence constante d'un corps avancé de l'armée.